# 꽃잎 (영화)
《꽃잎》은 장선우 감독 작품으로, 1996년 개봉된 대한민국의 영화이다.

## 개요
광주 현장에서의 최대의 몹 신(mob scene) 촬영 등 제작 때부터 많은 화제를 뿌렸던 <꽃잎>의 가장 인상적인 장면은 소녀가 있을 땐 학대하다가 마침내 사라져버리자 미쳐버리는 장의 모습이다. 소녀의 실성기의 정체를 알게 된 장의 그런 모습이 비극적 인식의 확산이자 공유가 되기 때문이다. 또 동료 인부들을 통해 광주를 간접적으로 접하면서 어렴풋하게나마 장의 무지가 소녀의 비극적 아픔에 가닿고 끝내 미쳐버림은 장중한 비극미와 함께 울림이 있다. 장의 캐릭터는 광주 피해자에 대한 제3자의 무관심과 학대가 잘못되었음을 상징적으로 보여주는 것이라 할 수 있다. 배경음으로 깔린 국악의 애잔한 선율이 분위기를 돋구었고, 전경의 군화발이 노동자의 영정을 짓밟는 장면이 삭제당한 <구로 아리랑>에 비하면 탱크진격과 공수부대원의 무차별 난타 장면 등이 흑백화면으로 재현되어 격세지감을 느끼게 한다.

## 줄거리
이 영화는 15세에 5·18 광주 민주화 운동을 겪은 한 소녀의 이야기와 그것이 그녀의 인생 후반에 미치는 영향을 다룬다.

## 제작영화사
- 대우시네마 (기획/배급)
- 미라신코리아 (제작)

## 등장 인물

### 중심 인물
- 이정현 - 소녀[2]
- 문성근 - 장

### 주변 인물
- 설경구 - 우리들
- 박철민 - 우리들
- 추상미 - 우리들
- 나창진 - 우리들
- 이영란 - 엄마
- 박광정 - 김상태
- 구재연 - 옥포댁
- 박충선 - 경운기 사내
- 허준호 - 용달차 사내

### 그 외 인물
- 명계남 - 인부
- 민경진 - 인부
- 유순철 - 인부
- 홍석연 - 인부
- 조민철 - 인부
- 안석환 - 반장
- 박우섭 - 의사
- 류태호 - 옷파는 장꾼
- 정진우 - 양복 사내
- 전홍렬 - 양복 사내
- 신승철 - 넋나간 소년
- 정선주 - 간호사
- 오지혜 - 기차 승객
- 심광진 - 기차 승객
- 이혜경 - 버스 안내양

## 제작진
- 감독 : 장선우
- 조감독 : 장문일, 심광진, 김수현, 이혜영, 임재홍, 한관택
- 각본 : 장선우, 심광진
- 원작 : 최윤
- 촬영 : 유영길
- 촬영부 : 석형진, 김형래, 남궁정진, 유호, 김용홍, 조도영
- 조명 : 김동호
- 조명부 : 고영광, 김성관, 이재영, 이종필, 박연일, 이성재
- 스틸 : 포토매직
- 기획 : 김수진
- 제작 : 박건섭
- 제작진행 : 김정호, 이혜경, 구승철, 조재홍, 조민철
- 제작총무 : 강선규
- 제작지원 : 김창효, 박연희, 남진우
- 동시녹음 : 이영길
- 녹음 : 강봉성, 변희철, 조남길, 이호원, 시드니
- 효과 : 크리스틴 베이스, 스티제 부르가스, 팀 조딘, 게리 롱
- 음악 : 원일
- 미술 : 박시종, 오형석
- 특수효과 : 김철석, 김태용
- 분장 : 장소진, 주호진
- 의상 : 김진묵, 이지혜
- 시각효과 : L.I.M
- 편집 : 김양일
- 현상 : 시드니, 오스트레일리아, 유진 로체
- 색보정 : 케이진 크럼핀
- 마케팅 : 정선주, 권영주
- 세트 : 양성대
- 미술팀 : 이수근
- 세트미술 : 정대용
- 의상/분장팀 : 한경숙
- 1st 어시스턴트 : 둔칸 타일오르
- 2nd 어시스턴트 : 킨 로우틴
- 3rd 어시스턴트 : 린 보드
- 네가커트 : 크리스 로웰
- 사운드믹서 : 마이클 톰프슨
- 대사편집 : 스티제 무르피
- 옵티컬 : 리크 스프링에트
- 자막디자인 : 안상수, 김진혁
- 기획진행 : 강원숙, 임정하
- 홍보사진 : 오형근
- 광고디자인 : 씨네라인
- 호주 후반작업진행 : 곽경희
- 호주 후반작업 수퍼바이저 : 김양일
- 광주 현장직행 : 박효선, 임상수
- 타이틀 : 옵티컬&그래픽
- D-비젼 : 그리스 로웰
- D-필림 : 컴퓨터효과
- 애니메이션 : 서울무비
- 자료제공 : 유르겐 킨즈 피터
- 스테디캠 : 곽명훈, 박현철
- 슈퍼크레인 : 영상시대
- 조명크레인 : 김용원
- 발전차 : 김봉석
- 수송 : 정진우
- MBC운송 : 황종하, 유동화, 김성태, 원종운
- 카메라카 : 원정운
- 필름 : 윤필름
- 스턴트 : 최영래, 황재석, 김기범, 지성환, 이행준, 이천희

## 수상
- 제 41회 아시아태평양영화제 남우주연상 - 문성근
- 제 17회 청룡영화상 남우주연상 - 문성근
- 제 17회 청룡영화상 신인여우상 - 이정현
- 제 34회 대종상 신인여우상 - 이정현
- 제 16회 한국영화평론가협회상 신인배우상 - 이정현
- 제 2회 씨네21 영화상 신인배우상 - 이정현

## 흥행 순위
|  | 1996년도 한국영화 흥행순위 TOP 10 (서울 관람객 기준) |

| 순위 | 영화 제목        | 관객수(명) | 개봉일     | 비고 |
| ---- | ---------------- | ---------- | ---------- | ---- |
| 1    | 투캅스 2         | 636,047    | 1996.04.27 |      |
| 2    | 은행나무 침대    | 452,580    | 1996.02.17 |      |
| 3    | 꽃잎             | 213,979    | 1996.04.05 |      |
| 4    | 귀천도           | 200,570    | 1996.10.12 |      |
| 5    | 박봉곤 가출 사건 | 170,328    | 1996.09.21 |      |
| 6    | 돈을 갖고 튀어라 | 167,108    | 1995.12.16 |      |
| 7    | 리허설           | 160,141    | 1995.12.15 |      |
| 8    | 본 투 킬         | 132,261    | 1996.04.20 |      |
| 9    | 코르셋           | 114,777    | 1996.06.08 |      |
| 10   | 보스             | 101,078    | 1996.07.06 |      |